# No Maps for These Territories
No Maps for These Territories es un documental independiente realizado por Mark Neale que se centra en el autor de ficción especulativa William Gibson.  Cuenta con apariciones de Jack Womack, Bruce Sterling, Bono y The Edge y fue lanzado por Docurama. La película tuvo su estreno mundial en el Festival Internacional de Cine de Vancouver en octubre de 2000.

## Antecedentes y premisa
En el momento de la concepción del proyecto, Gibson, un exiliado estadounidense en Vancouver, Canadá, era visto como una figura solitaria, que consideraba anatema la inclinación didáctica de los novelistas y no era propenso a divulgar mucha información personal en entrevistas y retrospectivas. .  El documental tenía como objetivo mitigar la falta de conocimiento sobre las perspectivas de Gibson sobre sí mismo, su carrera y su cultura y descubrir las profundidades hasta ahora oscurecidas del escritor. La película se rodó en locaciones de Estados Unidos, Canadá, Irlanda y el Reino Unido. 

## Contenido
Durante el documental, Gibson reflexiona sobre su pasado y las circunstancias que lo llevaron a escribir lo que escribió, así como sobre nuestro presente que, en consecuencia, comienza a parecerse en muchos detalles a los futuros que ha escrito. Especula sobre temas tan amplios como la sociedad y la mecánica poshumanas, la nanotecnología, las drogas y la cultura de las drogas, el efecto de Neuromante en sus fans y su posterior carrera como escritor, y la normalización de la tecnología.  El documental es extremadamente fluido y también muy personal, ya que permite comprender de cerca tanto los procesos de pensamiento como los desencadenantes psicológicos internos de William Gibson. Ocasionalmente es impulsado por una figura de conductor invisible, con voz femenina, y a veces se comunica con figuras externas (específicamente, Jack Womack y Bono, quienes también estaban siendo filmados en ese momento, y el producto final se superpone en una valla publicitaria electrónica).

## Cinematografía
Todo el documental gira en torno a imágenes tomadas desde el automóvil, ya sea con cámaras frontales (presumiblemente montadas cerca del tablero o en el chasis real) o con cámaras montadas internamente, colocadas en el centro de Gibson, que se sienta en el asiento trasero de la limusina. . Sólo en una ocasión sale del coche para pasear arriba y abajo por su playa favorita, y aquí también aparece filmado, proporcionando una de las imágenes icónicas del documental, la de una Gibson monocromática desgastada con un largo abrigo negro siendo golpeada por el fuerte brisa costera. Neale juega consistentemente con el metraje grabado, invirtiendo secciones de la película mientras mantiene otras en reproducción o las detiene por completo, difuminándose entre piezas de metraje similares pero fundamentalmente diferentes, e incluso en un momento combina imágenes de Gibson con la pantalla de un televisor antiguo mientras describe la llegada de la televisión en el sur de los Estados Unidos. En The End of Celluloid (2004), el historiador del arte digital Matt Hanson sostiene que No Maps era una película que no podría haberse realizado antes de la llegada de la tecnología digital. 

## Realización y recepción
No Maps fue estrenado por Docurama y tuvo su estreno mundial en el Festival Internacional de Cine de Vancouver en octubre de 2000 y el estreno en Estados Unidos en el Festival de Cine de Slamdance en enero de 2001.  Posteriormente, el documental llegó al circuito de festivales de cine independiente, con proyecciones en South by Southwest en Austin, Texas (marzo de 2001), Grauman's Egypt Theatre en Los Ángeles (marzo de 2001); onedotzero en el Institute of Contemporary Arts de Londres (mayo de 2001), el Carlton Arts Festival de São Paulo (junio de 2001), el Festival Internacional de Cine de Oldenburg en Alemania (septiembre de 2001) y onedotzero Japón (noviembre de 2001). 
Los críticos de cine del New Times LA y del Riverfront Times de St. Louis, Misuri, reconocieron la película como el mejor documental de 2001, y este último comentó: "La escritura de Gibson es a menudo tediosa, pero el hombre resulta elocuente y convincente, especialmente cuando está sentado". en la parte trasera de un automóvil que parece viajar en diferentes dimensiones".   El novelista postcyberpunk Cory Doctorow, reseñando la película para la revista Wired, concluyó: "Nostálgico sin ser sensiblero, No Maps for These Territories es un espectáculo unipersonal con revelaciones cada minuto".  El crítico Merle Bertrand de Film Threat no estaba entusiasmado con la premisa de la película, pero descubrió que "su rápida edición, su atmósfera místicamente inquietante pero irónica y su inquietante banda sonora evitan que se vuelva aburrida" a pesar de su tratamiento repetitivo del tema. y finalmente aclamó el documental como "una experiencia visual brillante e inteligente". En el período previo al lanzamiento de la novena novela de Gibson, Spook Country, en el verano de 2007, la editorial Penguin Books anunció su intención de proyectar el documental "fino y extraño" en el mundo virtual Second Life